# تپه آرایری باشو
تپه آرایری باشو مربوط به دوران پیش از تاریخ ایران باستان است و در استان قزوین، شهرستان آوج، بخش مرکزی شهرستان آوج، روستای لک واقع شده و این اثر در تاریخ ۱۱ شهریور ۱۳۸۲ با شمارهٔ ثبت ۹۷۷۹ به‌عنوان یکی از آثار ملی ایران به ثبت رسیده است.